# Skjærhalden
Skjærhalden este o localitate din comuna Hvaler, provincia Østfold, Norvegia, cu o suprafață de 0,82 km² și o populație de 835 locuitori (2013).